# Фокина, Людмила Ивановна

Могила Фокиной на Северном кладбище Ростова-на-Дону.

Людмила Ивановна Фокина (1931—2006) — фрезеровщица, Герой Социалистического Труда (1971).

## Биография
Родилась 2 августа 1931 года на хуторе Задонский (ныне — Азовский район Ростовской области). Окончила школу фабрично-заводского ученичества, после чего работала на Ростовской государственной обувной фабрике имени А. И. Микояна.
Проработала на фабрике почти сорок лет. За это время Фокина овладела рядом специальностей, в том числе фрезеровщицы обуви. Являлась передовиком производства, перевыполняла сменные нормы в два и более раза, была инициатором социалистических соревнований.
Указом Президиума Верховного Совета СССР от 5 апреля 1971 года за «выдающиеся успехи в досрочном выполнении заданий пятилетнего плана и большой творческий вклад в развитие производства тканей, трикотажа, обуви, швейных изделий и другой продукции легкой промышленности» Людмила Фокина была удостоена высокого звания Героя Социалистического Труда с вручением ордена Ленина и медали «Серп и Молот».
Активно занималась общественной деятельностью, избиралась членом Ростовского горкома и облсовета, делегатом XXII и XXIV съездов КПСС, депутатом Верховного Совета СССР 10-го созыва. В 1986 году Фокина вышла на пенсию.
Умерла 30 ноября 2006 года, похоронена на Северном кладбище Ростова-на-Дону.
Была также награждена орденом Трудового Красного Знамени и рядом медалей.